# March Tian Boedihardjo
March Tian Boedihardjo (chinês tradicional: 沈詩鈞, chinês simplificado: 沈诗钧, pinyin: Shěn ShīJūn, nascido em 1998) é um chinês, descendente de indonésios, que recebeu diversas gratificações na área da matemática.
Nasceu em Hong Kong, com a família originária de Anxi, Fujian, e se mudou para o Reino Unido em 2005, para estudar na University of Oxford.